# Oxytropis susamyrensis
Oxytropis susamyrensis là một loài thực vật có hoa trong họ Đậu. Loài này được B.Fedtsch. miêu tả khoa học đầu tiên.